# Zespół Wojskowy Badań Naukowych Wychowania Fizycznego i Sportu
Zespół Wojskowy Badań Naukowych Wychowania Fizycznego i Sportu – jednostka wojskowa Sił Zbrojnych PRL.
Zespół został sformowany na podstawie zarządzenia Nr 088/Org. szefa Sztabu Generalnego z dnia 1 grudnia 1969 w oparciu o etat Nr 77/022. Siedzibą Zespołu był Instytut Naukowy Kultury Fizycznej w Warszawie przy ulicy Marymonckiej 34. Zespół podlegał szefowi Inspektoratu Szkolenia MON przez Zarząd Wychowania Fizycznego i Sportu. Zadania i zakres działania jednostki określał załącznik do zarządzenia Nr 7 Głównego Inspektora Szkolenia z 3 marca 1970.
Do zadań Zespołu należało prowadzenie i organizowanie prac naukowych i usługowo-badawczych, zwłaszcza w dziedzinach mających znaczenie dla procesu wychowania fizycznego i sportu i wojsku. Ponadto Zespół zajmował się popularyzacją wiedzy o wychowaniu fizycznym w wojsku, a także zbieraniem, analizowaniem i przedstawianiem wniosków z zakresu materiałów i informacji o wychowaniu fizycznym i sporcie w armiach obcych.
Zakres prowadzonych i organizowanych prac naukowo-badawczych obejmował między innymi:
- sprawność fizyczną i rozwój fizyczny żołnierzy;
- wydolność fizyczną i higienę wychowania fizycznego;
- wymagania i normy sprawności fizycznej żołnierzy;
- ustalenia kryteriów sprawności fizycznej dla kandydatów do szkół oficerskich;
- szkolenia, selekcje, wyniki w sporcie wyczynowym;
- szkolenie kadr wychowania fizycznego i sportu.